# Elidiptera globulifera
Elidiptera globulifera är en insektsart som först beskrevs av Walker 1858.  Elidiptera globulifera ingår i släktet Elidiptera och familjen vedstritar.
Artens utbredningsområde är Guyana. Inga underarter finns listade i Catalogue of Life.